# Dave Keon
David Michael Keon, född 22 mars 1940 i Noranda i Québec, är en kanadensisk före detta professionell ishockeyspelare.

## Karriär
Efter en juniorkarriär med St. Michael's Majors i OHA-Jr. debuterade Dave Keon för Toronto Maple Leafs i NHL säsongen 1960–61. Han utmärkte sig redan under sin första säsong med laget genom att vinna Calder Trophy som ligans bäste nykomling. Keon skulle bli klubben trogen under femton säsonger och vann fyra Stanley Cup med Toronto Maple Leafs 1962, 1963, 1964 samt 1967. 1967 vann Keon även Conn Smythe Trophy som Stanley Cup-slutspelets mest värdefulle spelare. Från 1969 till 1975 var han lagkapten för Toronto Maple Leafs.
Från 1975 till 1979 spelade Keon i WHA för Minnesota Fighting Saints, Indianapolis Racers, en andra upplaga av Minnesota Fighting Saints samt New England Whalers. Då WHA avvecklades efter säsongen 1978–1979 följde Keon med New England Whalers till NHL där laget döptes om till Hartford Whalers. Keon spelade tre säsonger för Hartford Whalers i NHL innan han avslutade proffskarriären 1982.
1986 valdes Keon in i Hockey Hall of Fame.

## Statistik
EPHL = Eastern Professional Hockey League
| 1956–57    | St. Michael's Majors      | OHA-Jr.    | 4    | 1   | 3   | 4   | 0   | —  | —  | —  | —  | —  |
| 1957–58    | St. Michael's Majors      | OHA-Jr.    | 45   | 23  | 27  | 50  | 29  | 9  | 8  | 5  | 13 | 10 |
| 1958–59    | St. Michael's Majors      | OHA-Jr.    | 47   | 33  | 38  | 71  | 31  | 15 | 4  | 9  | 13 | 8  |
| 1959–60    | St. Michael's Majors      | OHA-Jr.    | 46   | 16  | 29  | 45  | 8   | 10 | 8  | 10 | 18 | 2  |
| 1959–60    | Kitchener-Waterloo        | OHA Sr.    | 1    | 0   | 1   | 1   | 0   | —  | —  | —  | —  | —  |
| 1959–60    | Sudbury Wolves            | EPHL       | —    | —   | —   | —   | —   | 4  | 2  | 2  | 4  | 2  |
| 1960–61    | Toronto Maple Leafs       | NHL        | 70   | 20  | 25  | 45  | 6   | 5  | 1  | 1  | 2  | 0  |
| 1961–62    | Toronto Maple Leafs       | NHL        | 64   | 26  | 35  | 61  | 2   | 12 | 5  | 3  | 8  | 0  |
| 1962–63    | Toronto Maple Leafs       | NHL        | 68   | 28  | 28  | 56  | 2   | 10 | 7  | 5  | 12 | 0  |
| 1963–64    | Toronto Maple Leafs       | NHL        | 70   | 23  | 37  | 60  | 6   | 14 | 7  | 2  | 9  | 2  |
| 1964–65    | Toronto Maple Leafs       | NHL        | 65   | 21  | 29  | 50  | 10  | 6  | 2  | 2  | 4  | 2  |
| 1965–66    | Toronto Maple Leafs       | NHL        | 69   | 24  | 30  | 54  | 4   | 4  | 0  | 2  | 2  | 0  |
| 1966–67    | Toronto Maple Leafs       | NHL        | 66   | 19  | 33  | 52  | 2   | 12 | 3  | 5  | 8  | 0  |
| 1967–68    | Toronto Maple Leafs       | NHL        | 67   | 11  | 37  | 48  | 4   | —  | —  | —  | —  | —  |
| 1968–69    | Toronto Maple Leafs       | NHL        | 75   | 27  | 34  | 61  | 12  | 4  | 1  | 3  | 4  | 2  |
| 1969–70    | Toronto Maple Leafs       | NHL        | 72   | 32  | 30  | 62  | 6   | —  | —  | —  | —  | —  |
| 1970–71    | Toronto Maple Leafs       | NHL        | 76   | 38  | 38  | 76  | 4   | 6  | 3  | 2  | 5  | 0  |
| 1971–72    | Toronto Maple Leafs       | NHL        | 72   | 18  | 30  | 48  | 4   | 5  | 2  | 3  | 5  | 0  |
| 1972–73    | Toronto Maple Leafs       | NHL        | 76   | 37  | 36  | 73  | 2   | —  | —  | —  | —  | —  |
| 1973–74    | Toronto Maple Leafs       | NHL        | 74   | 25  | 28  | 53  | 7   | 4  | 1  | 2  | 3  | 0  |
| 1974–75    | Toronto Maple Leafs       | NHL        | 78   | 16  | 43  | 59  | 4   | 7  | 0  | 5  | 5  | 0  |
| 1975–76    | Minnesota Fighting Saints | WHA        | 57   | 26  | 38  | 64  | 4   | —  | —  | —  | —  | —  |
|            | Indianapolis Racers       | WHA        | 12   | 3   | 7   | 10  | 2   | 7  | 2  | 2  | 4  | 2  |
| 1976–77    | Minnesota Fighting Saints | WHA        | 42   | 13  | 38  | 51  | 2   | —  | —  | —  | —  | —  |
|            | New England Whalers       | WHA        | 34   | 14  | 25  | 39  | 8   | 5  | 3  | 1  | 4  | 0  |
| 1977–78    | New England Whalers       | WHA        | 77   | 24  | 38  | 62  | 2   | 14 | 5  | 11 | 16 | 4  |
| 1978–79    | New England Whalers       | WHA        | 79   | 22  | 43  | 65  | 2   | 10 | 3  | 9  | 12 | 2  |
| 1979–80    | Hartford Whalers          | NHL        | 76   | 10  | 52  | 62  | 10  | 3  | 0  | 1  | 1  | 0  |
| 1980–81    | Hartford Whalers          | NHL        | 80   | 13  | 34  | 47  | 26  | —  | —  | —  | —  | —  |
| 1981–82    | Hartford Whalers          | NHL        | 78   | 8   | 11  | 19  | 6   | —  | —  | —  | —  | —  |
| NHL totalt | NHL totalt                | NHL totalt | 1296 | 396 | 590 | 986 | 117 | 92 | 32 | 36 | 68 | 6  |
| WHA totalt | WHA totalt                | WHA totalt | 301  | 102 | 189 | 291 | 20  | 36 | 13 | 23 | 36 | 8  |

## Meriter
- Calder Memorial Trophy – 1960–61
- Lady Byng Memorial Trophy – 1961–62 och 1962–63
- NHL Second All-Star Team – 1961–62 och 1970–71
- Stanley Cup – 1961–62, 1962–63, 1963–64 och 1966–67
- Conn Smythe Trophy – 1966–67
- Paul Deneau Trophy – 1976–77 och 1977–78
- Invald i Hockey Hall of Fame 1986